# Madeleine de L'Aubépine
Madeleine de l'Aubespine, dame de Villeroy, född 1546, död 1596, var en fransk poet, konstmecenat, hovdam och adelskvinna. Hon var gift med Nicolas de Neufville, seigneur de Villeroy och hovdam åt drottning Katarina av Medici. Hon gjorde översättningar och skrev egna dikter. Hon och hennes make agerade också mecenater för författare. Hon tillhör de få kvinnor som hyllats som poeter av Pierre de Ronsard, och har kallats för en av de tidigaste kvinnliga poeterna inom erotisk poesi.